# Marek Szpendowski
Marek Szpendowski (ur. 1956 w Poznaniu) – producent muzyczny, prezes agencji koncertowej Viva Art pracującej dla Art-B.
Marek Szpendowski w latach 80. i 90. był współpracowników Służb Bezpieczeństwa (PRL) w Poznaniu. Jego kryptonim operacyjny SB to TW Ojo.Figuruje w teczkach aktorów Teatru Ósmego Dnia, Zenona Laskowika i Lecha Dymarskiego, na których donosił.
Dezorganizował działalność Studenckich Komitetów Solidarności, rozpracował kanały przerzutowe wydawnictw emigracyjnych. Zrealizował prapremierę opery Rogera Watersa "Ça ira" w Poznaniu z okazji obchodów Poznańskiego Czerwca '56. 
Pracując dla Bogusława Bagsika za pieniądze z Art-B współprodukował polskie koncerty The Rolling Stones, Michaela Jacksona, Rogera Watersa, Petera Gabriela, Eltona Johna, Gorana Bregovicia, a także Luciano Pavarottiego, Plácido Domingo i José Carrerasa. Obecnie wykładowca w Wyższej Szkole Promocji w Warszawie.

## Filmografia
- „Misconceptions” 2008, reż. Ron Satlof - producent
- „Świadectwo” 2008, film dokumentalny - fabularyzowany, reż. Paweł Pitera – muzyka[7]